# 西田美歩
西田 美歩（にしだ みほ、1986年2月1日 - ）は、日本のタレント、元モデル、元グラビアアイドル。本名（結婚前）同じ。東京都大田区出身。元松竹芸能所属。既婚。

## 来歴
- 1986年、東京都大田区生まれ[1]。
- 中学1年生の時にエキストラ事務所に応募。CMなどの仕事を始める[1]。
- 2002年、『別冊マーガレット』イメージモデルグランプリ。
- 2003年、17歳の時にミスマガジン2003の読者特別賞を受賞。グラビアアイドルとてデビュー[1]。
- 2006年3月、事務所をifから松竹芸能に移籍。同年から『めざましテレビ』のリポーターを始める[1]。
- 2009年8月、「プリンセスPINKYオーディション2009」にてグランプリを受賞し専属モデルとなる[2]。2010年、休刊。
- 2009年10月から『おもいッきりDON!第1部　おもいッきりPON!』の水曜日のお天気・アシスタント担当としてレギュラー出演[1][3]。
- 2012年4月から『走る男女子部 〜東海道五十三次ウルトラジョギングの旅〜』にレギュラー出演。
- 2017年、結婚[1]。
- 2021年、芸能活動と並行してリハビリ型デイサービスと訪問介護でヘルパーとして勤務する。
- 2022年2月7日、結婚したことを自身のブログで報告した[4]。なお結婚より前にグラビアアイドルとしての活動は既に卒業している。
- 2024年3月、介護福祉士の資格を取得[5]。
- 同年4月、松竹芸能を退社。
- 同年5月、訪問介護を辞める[1]。
- 現在もデイサービスと居住型老人介護施設によるヘルパーをしている。

## 人物
- 芸能人女子フットサルチーム「ミスマガジン」に所属し役割はピヴォ（Pivo）。背番号は「17」、「西やん（NISHIYAN）」をゼッケンにしていた。
- 最終学歴は中学校卒業[6]。
- 父親が秋田県湯沢市出身[7]という縁もあってか、2015年8月7日開催の『第33回湯沢七夕健康マラソン大会』では、浅利純子（鹿角市出身）と共にゲストランナーとして出場した[7][8]。母[1]、5歳上の兄がいる[9]。兄は介護の仕事をしていた[6]。
- 夫は6歳上で、28歳の時に友人の誕生日会で知り合った。友人と2人で自動車板金塗装工場を営む職人。夫と猫と実家近くで暮らしている[1]。

## 出演

### テレビ
- キッザニアTV（BSフジ、レギュラー）
- ハンサム★スーツ THE TV（フジテレビ、OL役で出演）
- ファミレストーク王決定戦（フジテレビ721）
- BSブランチ（BS-iオリジナルミニ番組、『王様のブランチ』内で放送）
- めざましテレビ（フジテレビ）
- 開運音楽堂（TBS、2006年1月、成人の日スペシャルのゲスト）
- バズトーク（テレビ神奈川、2007年10月 - ）
- 加藤夏希のトレンドアイズ（BS日テレ、2008年4月～2009年3月）
- イツザイ （テレビ東京） - 2008年8月30日～9月『ドS女優オーディション』
- マツケン・今ちゃん・オセロのGO!GO!サタ（フジテレビ、2009年3月のアシスタントで出演）
- 加藤夏希・金子貴俊 BS4サテライトNAVI（BS日テレ、2009年4月～9月）
- フットサル・ガールズ（BS日テレ、2009年10月～）
- おもいッきりPON!（日本テレビ、2009年10月7日 - 2010年3月24日、3月26日） - 水曜日のお天気・アシスタント担当。
- PON!（日本テレビ、2010年3月31日 - 9月29日） - 水曜日のお天気・アシスタント、曜日コーナー担当。
- 会社見学!スクープを探せ（テレビ東京、2011年2月11日）- レポーター。
- 走る男女子部 〜東海道五十三次ウルトラジョギングの旅〜（東名阪ネット6その他、2012年4月 -2013年3月 ）
- ガールズトーク〜十人のシスターたち〜（2012年10月2日、テレビ朝日、君絵役で出演）
- 北野誠のおまえら行くな。 ～ボクらは心霊探偵団～（エンタメ〜テレ☆シネドラバラエティ）

### 映画
- ミサリー（大森研一監督、主演:ミサリー役）松竹芸能×大森組
- Wiz/Out（園田新監督、多所美奈役）
- LOVEHOTELS-ラヴホテルズ-（村松亮太郎監督）
- ヘイジャパ!（村松亮太郎監督、アヤ役）
- 釣りバカ日誌19 ようこそ!鈴木建設御一行様（朝原雄三監督、鈴木建設受付嬢役）

### ラジオ
- ゴチャ・まぜっ!金スペ ミニコーナー（2006年10月13日 – 2007年10月5日、MBSラジオ）
- スポちゃ♡（2008年4月 - 2009年3月、FM NACK5『チャイム!』内）
- まだまだゴチャ・まぜっ!〜集まれヤンヤン〜（2010年4月10日 - 2011年4月9日、MBSラジオ）

### インターネット放送
- アメリカザリガニのアイドル★チェキ!II（GyaOジョッキー、2009年6月15日ゲスト出演）
- 超サンミュージック (GyaOジョッキー、2009年8月27日ゲスト出演)

### CM
- マクドナルド「フィレオフィッシュ加わる/放課後篇」
- UNIQLO「タートルネック/カラーズ篇」
- MEGMILK
- ホーユー「PROMASTER COLOR CARE」スチール広告
- ANA冬の沖縄キャンペーン「沖縄行ったら篇」

### 舞台
- ザッパー熱風隊プロデュース「Bark in the Bar～バーで吠えろ～」
  - （2010年9月26日-10月26日までの毎週火曜日公演、Copastic Cafe Dining＆Bar六本木）
- ザッパー熱風隊プロデュース「Bark in the Bar～バーで吠えろ～2」
  - （2011年4月18日-5月30日、毎週月曜日公演、Copastic Cafe Dining＆Bar六本木）Aチーム
- ザッパー熱風隊緊急特別企画「熱風カウンターカルチャーVOL.1」（2011年8月26日-28日、ワーサルシアター）
- 劇団空感エンジン「Juliet」（2012年9月26日-10月1日、アクアスタジオ）
- IRONBANK Presents「返り咲きリビングデッド」（2013年1月18日-20日、恵比寿・エコー劇場）
- IRONBANK Presents「魔法少女はミュージカルがお好き再宴」（2013年3月9日 - 10日・16日 - 17日、渋谷ダイニングカフェFLAT）
- 劇団マツモトカズミ 旗揚げ公演「第一次家庭内大戦 手打ちの仕方」（2013年6月6日-9日、シアター711）

## DVD
- ミスマガジン2003 西田美歩（2003年10月22日、バップ）
- Secret 秘密 西田美歩（2004年7月23日、イーネットフロンティア）
- Glory（2005年10月31日、BNS）

## 写真集
- MIPHOTO（2004年4月27日、リイド社）

## 雑誌
- courir（2007年3月号～2008年2月号）一年間カバーガールを務める
- FENEK（2009年6月号、三推社）